# الاحتلال الألماني لجزر القنال الإنجليزي
استمرّ الاحتلال الألماني لجزر القنال الإنجليزي معظم فترة الحرب العالمية الثانية، من 30 يونيو 1940 حتى تحريرها في 9 مايو 1945. يُعدّ إقليم جيرزي وإقليم غيرنزي من ملحقات التاج البريطاني وتقعان في القنال الإنجليزي قُرب ساحل نورماندي. كانت هاتان الجزيرتان الجزء الوحيد من الجزر البريطانية الذي خضع لاحتلال الفيرماخت (الجيش الألماني النازي) خلال الحرب.
انطلاقًا من ظنّهم بتحقيق نصر سريع على بريطانيا، فقد كان النهج الذي اتّبعه النازيون خلال احتلالهم للجزر معتدلًا، ورسم صورة الواقع داخل الجزر خلال الخمس سنوات اللاحقة. نحت سلطات احتلال الجُزر كذلك منحىً مهادِنًا، وهو ما ووجه باتهامات التعاون مع العدو. على كل حال، مع مرور الوقت، ساء الوضع في الجزر بشكل تدريجي، وتدهور إلى حالة قريبة من المجاعة لكلّ مِن الغزاة النازيين وسكّان الجزر المحتلّة خلال شتاء 1944-1945.

## قبل الاحتلال

### الأشهر الأولى للحرب العالمية الثانية
بين 3 سبتمبر 1939، وهو تاريخ إعلان بريطانيا الحرب على ألمانيا النازية، و9 مايو 1940، لم تطرأ تغييرات تُذكر على جزر القنال الإنجليزي. خلافًا لما كان الحال عليه في المملكة المتحدة، فالتجنيد الإجباري لم يوجد في الجزر، ولكن ذهب بعض سكان الجزر إلى بريطانيا للانضمام إلى القوات المسلحة البريطانية كمتطوّعين. استمرت أعمال البستنة والتجارة السياحية كما في السابق؛ خففت الحكومة البريطانية القيود المفروضة على الحركة بين المملكة المتحدة وجزر القنال في مارس 1940، وهو ما مكّن السيّاح الإنجليز من قضاء عطلات لرفع الروح المعنوية في منتجعات الجزر. في 10 مايو 1940، هاجمت ألمانيا كلًّا مِن هولندا، وبلجيكا، ولوكسمبورغ جوًّا وبرًّا، وهكذا اقتربت وقائع الحرب من الجزر. وصلت معركة فرنسا ذروتها في عيد الإمبراطورية (يوم الكومنولث حاليًّا) في 24 مايو، وفي حينها خاطب الملك جورج السادس رعاياه عبر الإذاعة قائلًا: «قد آن أوان خوضنا الصراع الحاسم... ألا لا يظنّن أحدٌ أنّ أعداءنا سيكتفون بمجرد احتلال للأراضي. بل يسعون للإطاحة الكاملة والنهائية بهذه الإمبراطورية وجميع المُثُل التي تجسّدها، وبعد ذلك السيطرة على العالم أجمع. وإذا ما كانت لهم الغلبة، فسوف ينثرون في سبيلها كل الكراهية والوحشية التي أظهروها سابقًا».
في 11 يونيو، وكجزء من مشاركة البريطانيين الحربية في معركة فرنسا وعملية هادوك، انطلقت 36 طائرة وايتلي قاذفة تابعة لسلاح الجو الملكي من مطارات صغيرة في جزر جيرزي وغيرنزي ونفّذت هجمات جويّة بعيدة المدى ضد المدن الإيطالية تورين وجنوا. بسبب الظروف الجوية، لم تصل إلا 10 قاذفات إلى أهدافها. وفُقدت قاذفتان خلال العملية.

### نزع السلاح
في 15 يونيو، وبعد هزيمة الحلفاء في فرنسا، قررت الحكومة البريطانية أنه ليس ثمة أهمية إستراتيجية لجزر القنال الإنجليزي، ولا تستحق الدفاع عنها، ولكنها لم تزوّد الألمان بهذه المعلومات. وهكذا، ورغم تردّد رئيس الوزراء وينستون تشرتشل، تخلّت الحكومة البريطانية عن أقدم ممتلكات التاج البريطاني «دون إطلاق رصاصة واحدة». لم تؤدِّ جزر القنال الإنجليزي أي أدوار تُذكر بالنسبة لألمانيا النازية سوى قيمتها في الحملة الدعائية القائلة إنها احتلت أراضي بريطانية. «نُزعت الصفة العسكرية عن جزر القنال وأُعلنت مدنًا مفتوحة».
في 16 يونيو، أصدر الحاكم العام في كل جزيرة توجيهاته بتوفير أكبر عدد ممكن من القوارب للمساعدة في عملية الإخلاء لمدينة سان مالو. لم تتمكن جزيرة غيرزني من تقديم المساعدة المطلوبة ضمن هذه المدة الزمنية القصيرة بسبب بعدها الجغرافي. أطلق مأمور جزيرة جيرزي نداءً إلى نادي سينت هيلير لليخوت في جيرزي لتقديم العون والمساعدة. انطلقت أربعة يخوت على جناح السرعة، وجُهّزت 14 غيرها خلال الأربع وعشرين ساعة التالية.
وصلت طلائع اليخوت إلى سان مالو صباح يوم 17 يونيو ونقلت القوات من الساحل إلى سفن النقل الرابضة في الانتظار؛ وصلت باقي اليخوت من جزيرة جيرزي في 18 يونيو وساهمت في إخلاء آخر المتبقين في سان مالو.
في 17 يونيو 1940 حطت طائرة في جزيرة جيرزي من بوردو الفرنسية حملت الجنرال شارل ديغول من فرنسا. بعد استراحة قصيرة للقهوة والتزود بالوقود، تابعت الطائرة مسيرها نحو ضاحية هيستون قرب لندن، حيث أطلق في اليوم التالي خطاب 18 يونيو 1940 الشهير للشعب الفرنسي عبر إذاعة البي بي سي. غادرت آخر القوات البريطانية الجزر بسرعة كبيرة لدرجة أنها خلفت وراءها في قلعة كورنيت بطانيات ووجبات طعام لم تنهِها.
جاء الإدراك بضرورة إخلاء المدنيين من جزر القنال متأخراً. نظرًا لغياب التخطيط المسبق، ولحالة السرية، فقد اتّسمت الاتصالات بين حكومتيّ جزر القنال والحكومة البريطانية بالاضطراب ومساوئ الفهم. انقسمت الآراء بحدّة وشاع جوّ من الفوضى بعد اتخاذ كلّ جزيرة سياسة مختلفة عن مثيلتها في التعامل مع الموقف. وصلت الحكومة البريطانية إلى نتيجة مفادها أن أفضل سياسة للتعاطي مع الموقف تكمن في توفير أكبر عدد ممكن من السفن لإتاحة فرصة المغادرة لمَن يرغب مِن سكان جزر القنال الإنجليزي.

## معرض صور

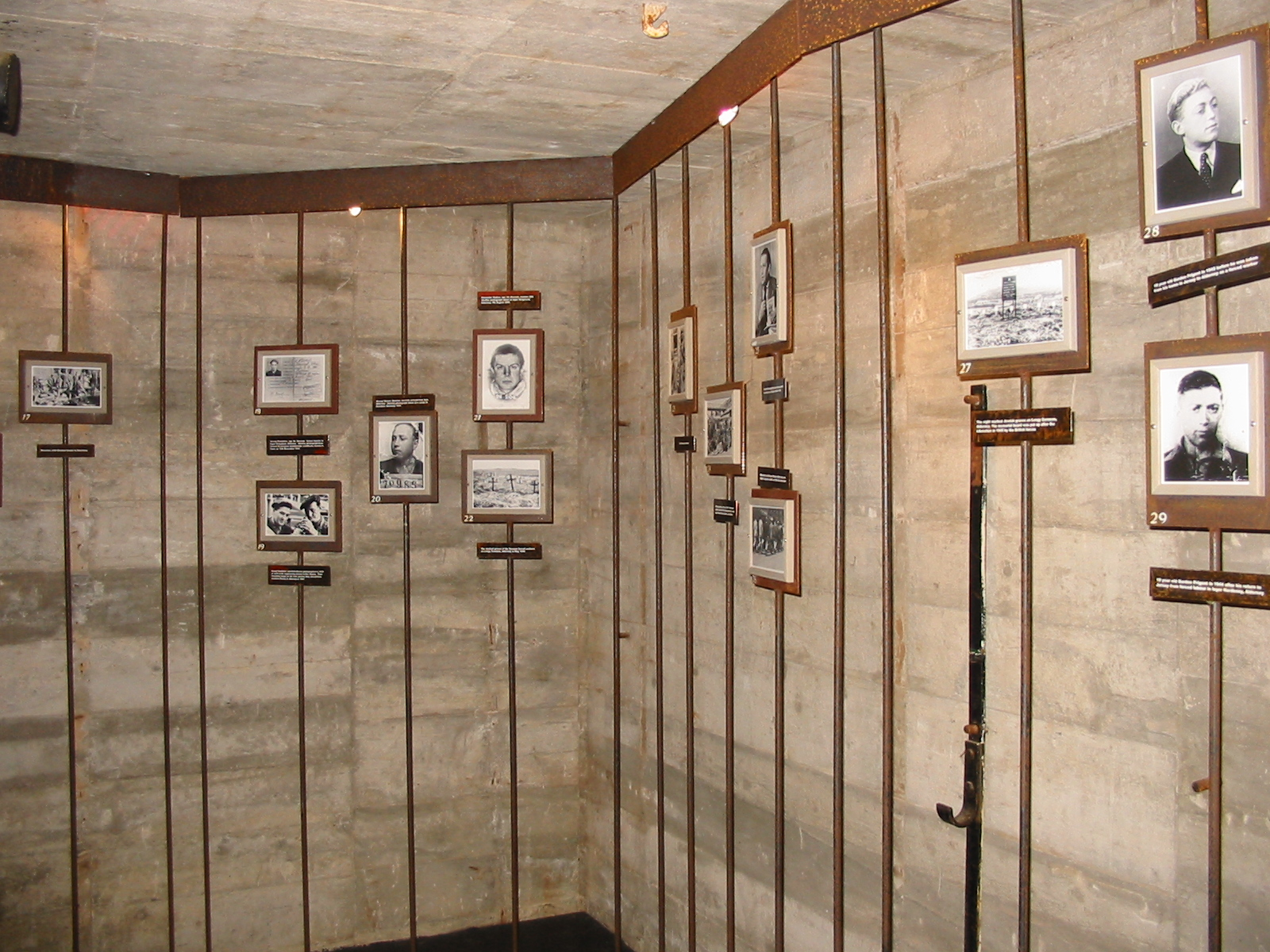
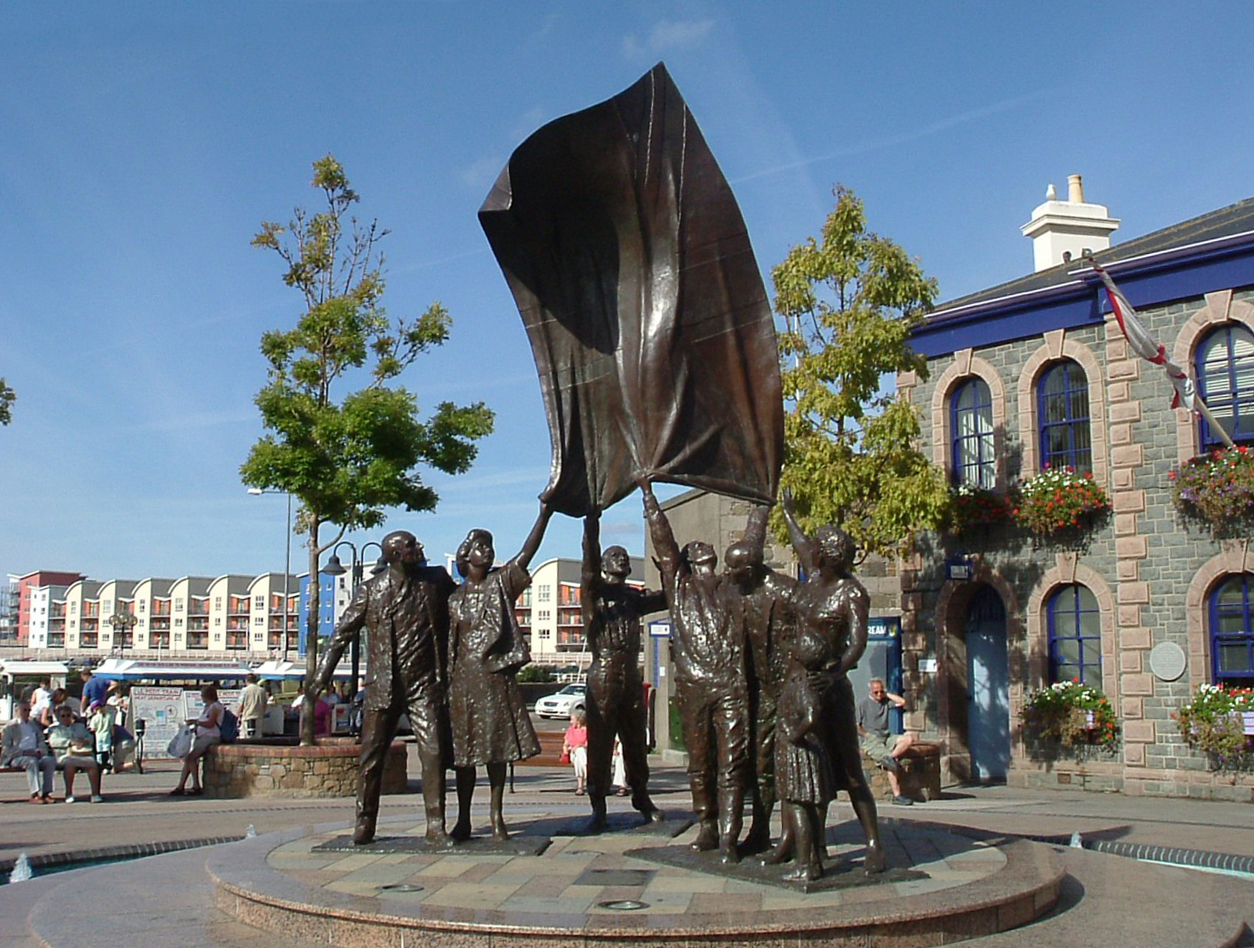
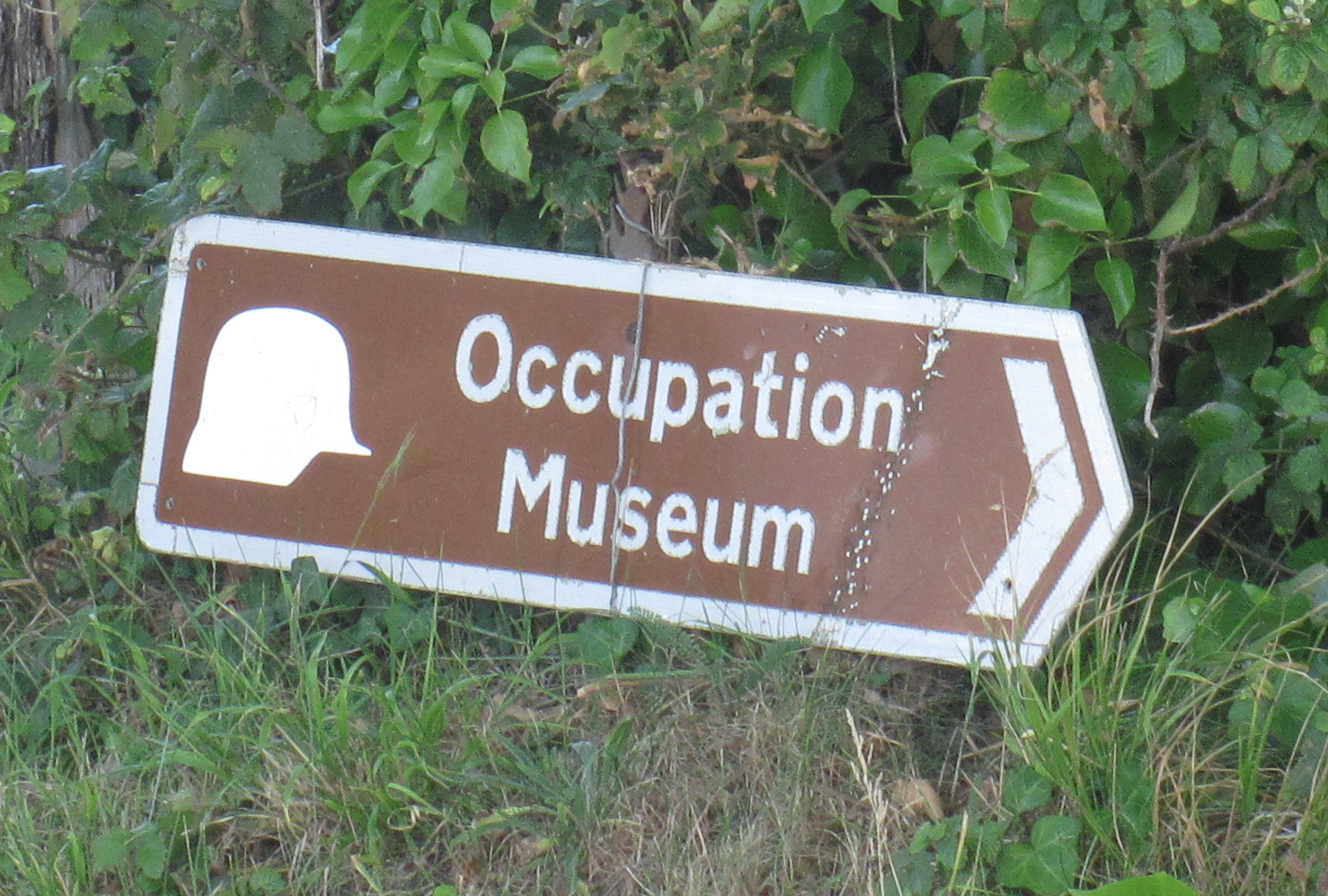
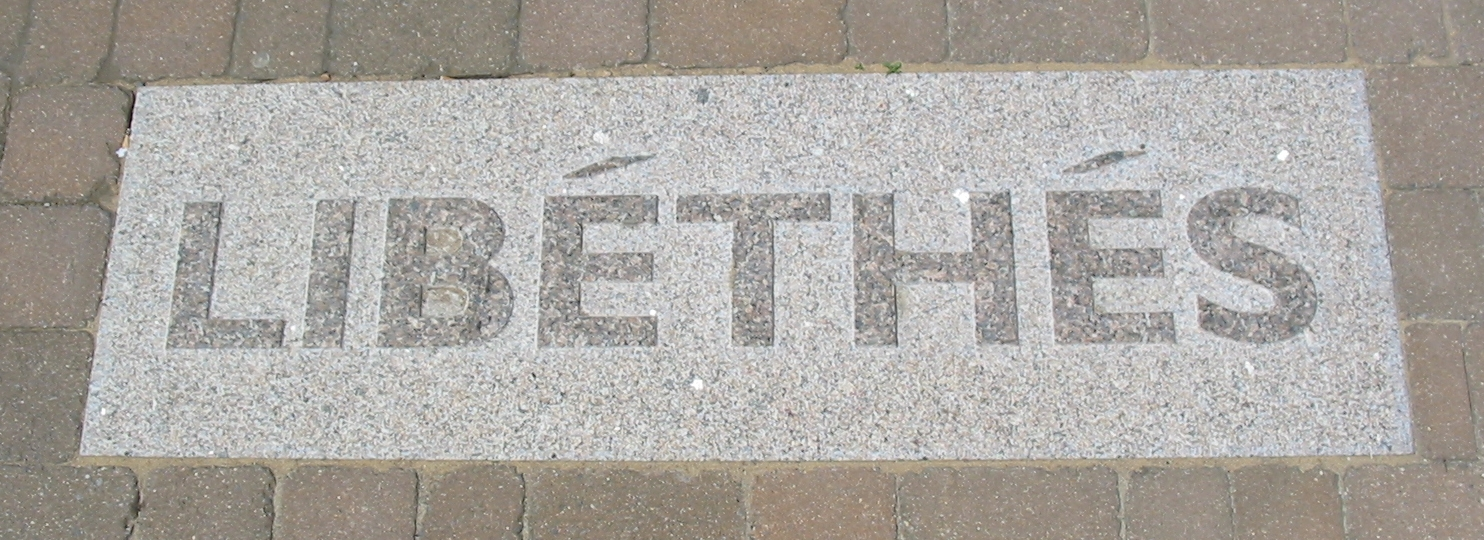
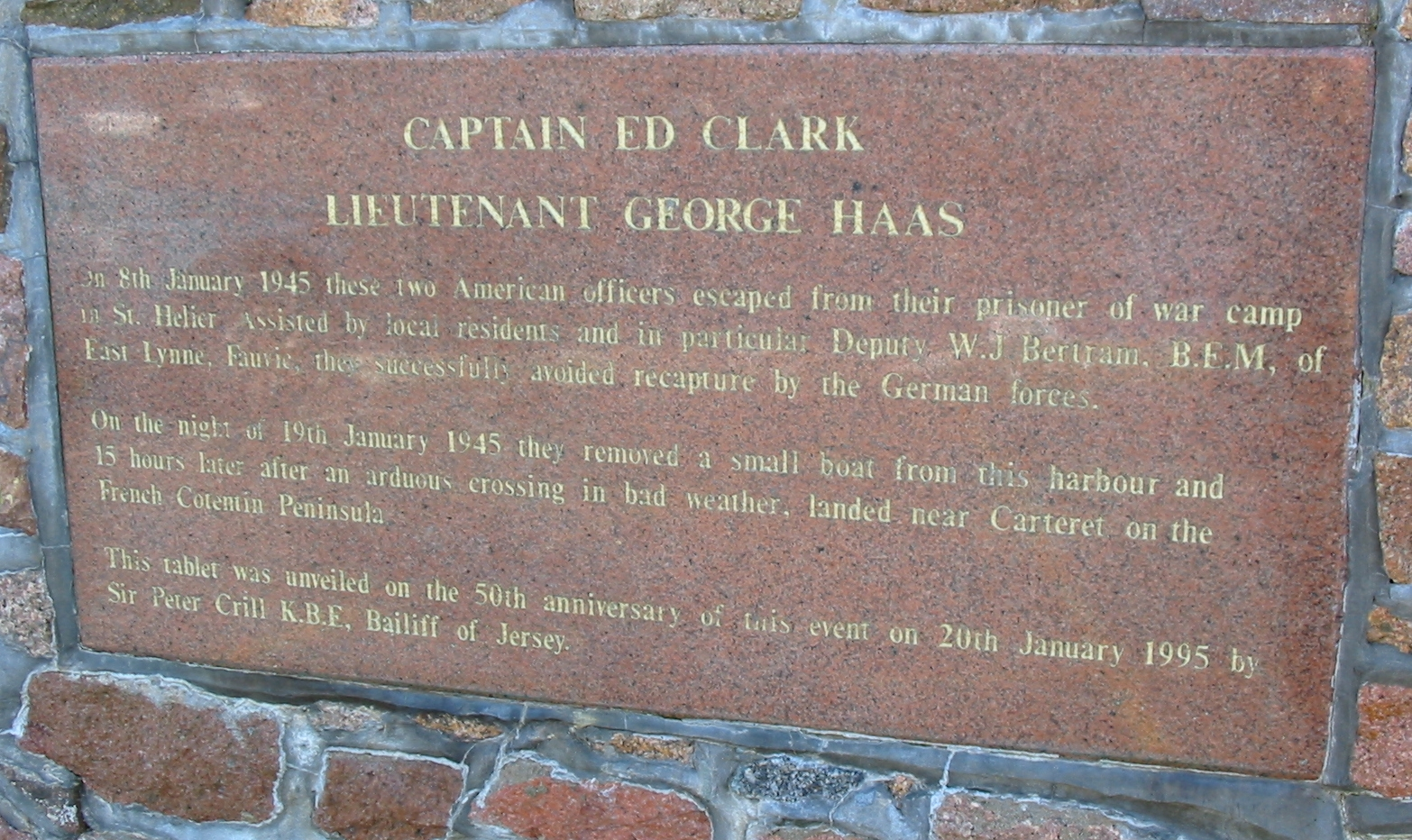
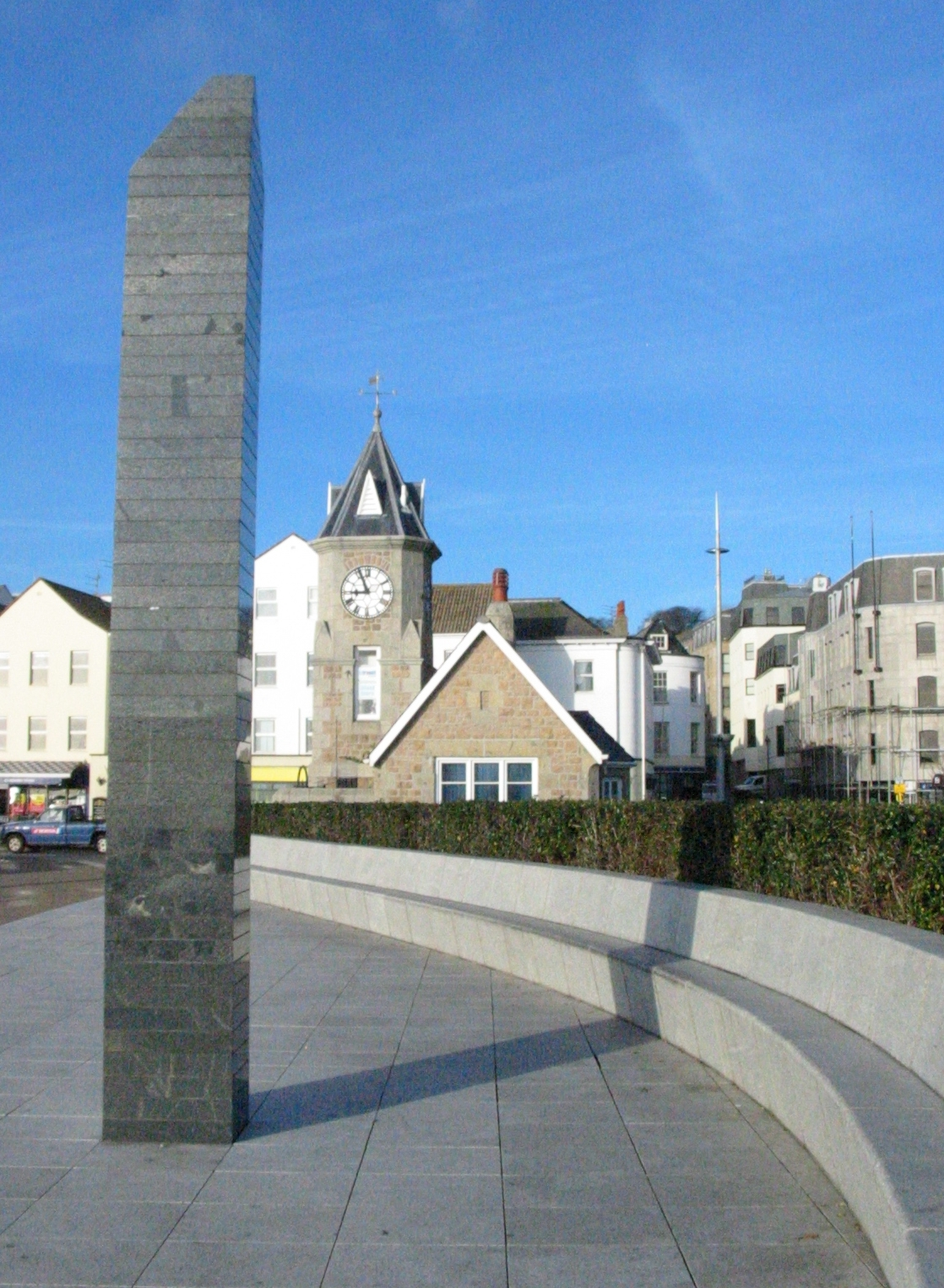